# An Young-su
An Young-su est un boxeur sud-coréen né le 20 février 1964 à Séoul.

## Carrière
Il remporte aux Jeux olympiques d'été de 1984 à Los Angeles la médaille d'argent dans la catégorie des poids welters.

## Palmarès

### Jeux olympiques
- Médaille d'argent en -67 kg aux Jeux de 1984 à Los Angeles,  États-Unis

## Référence
1. ↑  (en) Résultats des Jeux olympiques 1984 (amateur-boxing.strefa.pl)